# Sammlung Ploner
Die Sammlung Ploner ist eine ab 1997 von Heinz Ploner (1952–2011) zusammengetragene Kunstsammlung. Die Privatsammlung umfasst Werke der Zeitgenössischen Kunst.
Vertreten ist österreichische und internationale abstrakte Malerei ab 1960, wobei der Schwerpunkt auf Werke der Künstler Erwin Bohatsch, Herbert Brandl, Gunter Damisch, Hubert Scheibl, Walter Vopava und Otto Zitko gelegt wurde.

## Künstlerliste
Erwin Bohatsch, Herbert Brandl, Gunter Damisch, Josef Danner, Apostolos Georgiou, Denise Green, Wolfgang Hollegha, Edgar Honetschläger, Markus Huemer, Zenita Komad, Eugène Leroy, Bele Marx, Jürgen Messensee, Henri Michaux, Josef Mikl, Chiara Minchio, Walter Navratil, Katrin Plavcak, Peter Pongratz, Lois Renner, Jörg Sasse, Hubert Scheibl, Adrian Schiess, Eva Schlegel, Hans Staudacher, Esther Stocker, Walter Vopava, Maja Vukoje, Max Weiler, Erwin Wurm, Otto Zitko

## Schenkung an Museen
Dem Wunsch von Heinz Ploner folgend, dass seine Sammlung der Öffentlichkeit zugänglich sein soll, schenkte seine Witwe Regina Ploner viele Werke drei österreichischen Museen: der Österreichischen Galerie Belvedere, der Neuen Galerie des Grazer Joanneums sowie der Albertina.